# 霊亀 (四霊)
霊亀（れいき）は、古代中国神話等に登場する怪物の一種とされ、四霊の一つにあげられている。
中国神話等では、背中の甲羅の上に「蓬萊山（ほうらいざん）」と呼ばれる山を背負った巨大な亀の姿をしており、牙が生え耳がある。蓬莱山には不老不死となった仙人が住むと言われている。
東洋の神話等においては、亀は千年以上生きると強大な霊力を発揮し、未来の吉凶を予知出来たのではないかと言われており、霊亀もまた千年以上を生きた亀が強大な霊力を得た事で変異・巨大化したのではないかと言われている。